# 亀岡夏美
亀岡 夏美（かめおか なつみ、1991年1月5日 - ）は、愛媛県出身の元女子サッカー選手。ポジションはミッドフィールダー。

## 来歴
2006年にJFAアカデミー福島に1期生として入る。
2008年10月にU-17女子ワールドカップに臨むU-17日本代表に選出された。大会では準々決勝を含む3試合にフル出場し、初戦のアメリカ戦では1得点をあげた。
2009年以降はTEPCOマリーゼ、益城ルネサンス熊本、スペランツァFC大阪高槻、バニーズ京都SC、岡山湯郷Belleなど多くのクラブを渡り歩いた。

## 代表歴
- U-17日本代表
  - 2008 FIFA U-17女子ワールドカップ; ベスト8（3試合1得点）